# 娘姉妹
『娘姉妹』（むすめしまい）は2007年12月14日にRUNE Team TwinTailより発売されたアダルトゲーム。2008年7月11日にアイチェリーよりDVDプレイヤーズゲーム版が発売された。

## ストーリー
単身赴任中の主人公は会社の都合でリストラ。妻に連絡すると「仕事で家を空けるのでしばらくの間、娘たちを預かってほしい」とのこと。家に帰るとそこには成長している娘たちの姿が。我慢しきれなくなった主人公は妻の目がないことを逆手に取り、娘たちを自分のものにするための再教育を行っていく。

## 登場人物
主人公
亜純と小鈴の父。単身赴任中だったが、リストラされて会社を追い出された。
普段は「良き父」を装っているが、本性は真性の変態で、妻より娘達のことが（性的に）大好きなロリコン。
古沢 亜純（ふるさわ あすみ）
声：中家志穂
小鈴の姉。思っていることをハッキリと言える元気でしっかり者。子供扱いされることを嫌がる。
古沢 小鈴（ふるさわ こすず）
声：このは
亜純の妹。おとなしくて引っ込み思案。自己主張をしない言葉数も少ない。
妻
亜純と小鈴の母。
リストラされた夫である主人公とは対照的に仕事がはかどっている様子で、忙しくなることを理由に「娘たちの面倒を見ろ」と娘たちを主人公に押し付けた。

## スタッフ
- 原画：野々原幹
- シナリオ：猫舌あち、渡辺ヒロシ、八鹿純

## 初回版回収騒動
『娘姉妹』発売翌日（12月15日）に本社から、とあるグラフィックが性器部分にモザイクが掛かっていなかった事により自主回収の知らせが出された。
その後修正版が、12月30日に再出荷された。